# Quassine
La quassine est un composé blanc cristallin au goût très amer (effet désagréable perceptible au goût dès 10 ppm seulement, ce pourquoi elle est utilisée comme dénaturant pour certains alcools industriels, et dans certains cosmétiques).
Ce composé a été découvert dans l'écorce d'un petit arbre tropical de la famille des Simaroubaceae, le Quassia amara dont elle est extraite.
Il est utilisé comme arôme alimentaire, mais intéresse beaucoup l'ethnopharmacologie pour ses propriétés insecticides et de répulsif anti-insectes utilisées  dans certaines médecines traditionnelles. 
Le bois dont la quassine est extraite est aussi utilisé en médecine traditionnelle, ainsi que ses jeunes feuilles contre le Plasmodium falciparum responsable du paludisme (même contre des souches devenues résistantes à la quinine) ; l'activité thérapeutique de ces feuilles (utilisées en thé) est due à deux composés quassinoides récemment découverts dits « simalikalactone E » (SkE) et « simalikalactone D » (SkD), efficace, mais également plus toxique que le précédent (cytotoxique), qui ne devrait donc être utilisé qu'expérimentalement et sous surveillance médicale.

## Source
La quassine est présente essentiellement dans le bois du quassia de la famille des Simarubaceae, dont elle est extraite. L’écorce contient une autre matière active, la néoquassine. 
La quassine est obtenue principalement de l'écorce du Quassia amara mais aussi du Picrasma excelsa,. 

Environ 0,65 g de quassine par kg de bois sont obtenus.

## Propriétés

### Propriétés chimiques
La quassine est un terpénoïde (triterpène lactone) découvert en 1835, qui fut isolée et partiellement purifiée plus de cent ans plus tard, en 1937.
Bien que la structure fût déterminée en 1960, sa synthèse totale a été réussie pour la première fois en 1980.
Sa formule chimique est C22H28O6 et sa masse molaire 388,45 g·mol-1.
Les composés naturels nommés proche de la structure de la quassine sont dénommés quassinoïdes : picrasmine (isoquassine), brucéantine, soulaméanone, simarolide, glaucarubinone, brucéine A, brucéine B, chaparrinone soulaméolide et simalicalactone D.

### Propriétés physiques
La quassine pure est soluble dans l'eau à température ambiante et fond à 222 °C.

### Amertume
La quassine est la substance naturelle la plus amère connue. 
Elle est environ 50 fois plus amère que la quinine avec un seuil de reconnaissance de l'amertume de 0,06 ppm et 1 670 fois plus amère que la caféine.

## Utilisations
L'extrait de quassia est reconnu comme GRAS (Generally Recognized As Safe (en)) sous le numéro fema 2971,.

### Usage comme additif alimentaire aromatisant
Dans l'Union européenne, l'extrait de quassia a été autorisé comme aromatisant.
Normalement les substances actives sur le plan biologique ne devraient pas être ajoutées telles quelles aux aliments et aux boissons ; seules la quinine et la quassine échappent à cette règle à condition qu'elles soient introduites comme préparations aromatisantes naturelles et à condition que les concentrations maximales mentionnées ne soient pas dépassées : selon le Codex alimentarius, son utilisation est autorisé à 5 ppm en général, 10 ppm dans les bonbons (pour la toux) et 50 ppm pour les boissons alcoolisées.

### Insecticide
La quassine est aussi autorisée dans certains pays comme insecticide naturel systémique (il a des effets larvicides contre les culex), notamment contre les insectes suceurs (pucerons) ; il est par exemple autorisé en Suisse sur les fruits à pépins et sur les pruniers, contre les hoplocampes et les pucerons, ou sur les plantes ornementales (contre les pucerons également). 
Son usage est interdit en France.
Au moment de son autorisation pour ces usages (ou comme dénaturant de certains alcools), on considérait qu'elle n'affecte pas l'homme, ni les insectes utiles (abeilles), mais la quassine (comme la brucine, le sulfate de brucine, le benzoate de dénatonium, aussi utilisés comme dénaturants) n'avait jamais fait l'objet d'études poussées de risque toxicologique (la quassine n'avait fait l'objet que d'étude de toxicité aiguë). 
Il existe aujourd'hui des doutes sur les risques toxicologiques engendrés par ce produit, seul ou en synergie avec d'autres produits, dont l'alcool  (dont l'éthanol, lui-même très toxique, quand il est utilisé comme dénaturant).

## Toxicologie
Les premières études, superficielles, n'avaient pas mis en évidence d'effets toxiques aigus. Depuis, des effets importants ont été mis en évidence, en particulier, les expériences sur l'animal de laboratoire ont montré que la quassine est toxique pour le testicule, et un puissant perturbateur endocrinien.
- Les premières études basées sur l'ingestion de fortes doses orales de quassine par des rats (jusqu'à 1 g/kg de poids corporel) avaient conclu à l'absence de toxicité aiguë et à court terme, mais avaient néanmoins mis en évidence quelques indices de toxicité : « des horripilations réversibles, une diminution de l'activité motrice et une perte partielle du réflexe de redressement » chez la souris à 500 mg/kg, et « la quassine administrée à 1000 mg/kg par voie intrapéritonéale (IP) a tué toutes les souris ayant reçu ce traitement en 24 heures »[5] ;

- Chez la crevette de saumure utilisée pour certains tests de cytotoxicité, une dose de 1 mg/ml de quassine n'a pas montré  d'activité cytotoxique ni antiplasmodique[5] ;

- Des études sur rats (2000) ont montré des diminutions de fertilité et de production des gamètes mâles, dès 0,1 mg de quassine par kilogramme de la masse corporelle[3],[19] ;

- De faibles doses (5 à 25 ng/ml) de quassine mise en contact avec des cellules de Leydig de rat, cultivées in vitro, avaient un effet perturbateur endocrinien (inhibition de l'hormone lutéinisante (LH) stimulée par la sécrétion de testostérone de façon dose-dépendante)[5] ; 
 La quassine, à des doses allant jusqu'à 2,0 g/kg dans l'eau de boisson de rats, n'avait pas d'effet significatif sur leur poids corporel, mais elle  réduisait par contre considérablement les poids moyens de leurs testicules, de leurs vésicules séminales et des épididymes, alors qu'au contraire le poids des glandes hypophysaires augmentait significativement. La production de sperme et les niveaux de LH et de l'hormone folliculo-stimulante (FSH), ainsi que de testostérone, étaient significativement plus faibles chez les groupes traités avec quassine que dans le groupe témoin[5].

- En 2008, lors d'une évaluation toxicologique pour ses usages cosmétologiques, un groupe d'experts a conclu que les données disponibles ne permettent pas de garantir la sûreté toxicologique des alcools dénaturés avec la quassine (tout comme avec la brucine et/ou le sulfate de brucine)[5].